# CTIレコード
CTIレコード（CTI Records）は、1967年にプロデューサーのクリード・テイラーによって創設されたジャズ・レコードレーベル。クリード・テイラーは、コマーシャリズムのジャズ制作者として知られた。
ほとんどすべてのアルバムがテイラーによってプロデュースされた。また大部分のレコーディングはルディ・ヴァン・ゲルダーが行った。テイラーのコンセプトはジャズの大衆化であり、題材としてクラシック曲や、同時代のソウル・ミュージックも積極的に採り入れジャズにアレンジした。その成果としてCTIはクロスオーバー（フュージョンの前身）のブームに先鞭をつけた。
代表的なハウスアレンジャーはクラウス・オガーマン、ドン・セベスキー、ボブ・ジェームス、デイヴィッド・マシューズらである。ジャケット写真はその多くをピート・ターナーが撮影した。
1960年代後半には、クリード・テイラーはジャズを金儲けのツールと考えるようになり、ウェス・モンゴメリーに即興演奏を控えろと要求するまでになった。クリード・テイラーによる売れるジャズ・レコードをつくれとの要求に、ビル・エヴァンスはストレスを蓄積し、テイラーとの関係を断ち切ったと伝えられた。1967年、A&Mレコード内にレーベルとして創設された時の名称「CTI」は正式には「Creed Taylor Issue」の頭文字だった。
1970年、CTIレコードとして独立時に「Creed Taylor Incorporated」または「Creed Taylor International」の略称とする。以降、カサブランカ系列から約90タイトルのアルバムを発売した。1973年には デオダートのシングル「ツァラトゥストラはかく語りき」が、ポップ・チャートの上位に入る大ヒットになった。
1978年、CBSに配給契約を移管した際、CBSに対して負債が生じ破産。この破産時に日本での原盤権はキングレコードが買い取った。本国アメリカではソニー・ミュージックエンタテインメントのコロムビア・レコードが原盤権・マスターテープを保有。
この破産時、ボブ・ジェームスとグローヴァー・ワシントン・ジュニアは、自身のリーダー作の原盤の買い取りを求め提訴し、CBSに勝訴。これによって両名は自身のリーダー作を、元の音源、デザインのままクリード・テイラーのサイン入りで、自身の所属レーベルに移行した。よって、ボブ・ジェームのリーダー作品はTappan Zeeレーベルの扱いとなり、この時期日本のソニーから発売。サブレーベルのクードゥ（KUDU）作品のうちグローヴァー・ワシントン・ジュニアのリーダー作品は、現在もモータウン（MoJazz）が販売している。
その後、日本においてはキングレコードのサポートがあり、1980年にフューズ・ワンのアルバムを発売しヒット。これを受けて更に第2弾アルバム『シルク』を発売。これらの経緯によってふたたび制作資金を得て1982年、新たにCTI Recordsとしてアコースティカルなジャズのアルバムを発売した。
1984年、2001 Records,LTD傘下にGreen Street Recordsを設立、ヒップホップ寄りのアルバムを発売。日本ではキングレコードが配給を担当し、これらもCTIのレーベルを付して発売。
1990年には、レコード販社WAVEの出資によりCreed Taylor Incorporatedを再始動した。ポリグラム系列にて米国でも発売された。

## 沿革
- 1967年 クリード・テイラーによってA&Mレコード内に「Creed Taylor Issue (CTI)」を設立。
- 1970年 A&Mレコードより独立、正式名称をCreed Taylor Incorporatedと変える。
- 1971年 傘下にソウル・ジャズ系のレーベル「KUDUレコード」を創設した。[2]
- 1973年 デオダートのアルバム『ツァラトゥストラはかく語りき』が大ヒット。
- 1978年 米国で破産を宣告、原盤をコロムビア・レコードに売却。
- 1980年 キングレコードの主導で制作したフューズ・ワンのセルフタイトル・アルバム『フューズ・ワン』がヒット。
- 1982年 新生CTIとしてチェット・ベイカー、ジム・ホール、ヒューバート・ロウズによるアルバム『スタジオ・トリエステ』以下4タイトルのアルバムを発売。
- 1984年 Green Street Recordsとしてレス・マッキャン、ヒューストン・パーソンによるアルバム『ロード・ウォリアーズ』以下3タイトルのアルバムを発売。
- 1990年 WAVEとの協働によってCTIオールスターズによるアルバム『リズムスティック』以下数タイトルのアルバムを発売。

## 代表的なアーティスト
- アート・ファーマー
- アイアート・モレイラ
- アントニオ・カルロス・ジョビン
- ウェス・モンゴメリー
- グローヴァー・ワシントン・ジュニア
- シーウィンド
- ジョー・ファレル
- ジョージ・ベンソン
- ジム・ホール
- スタンリー・タレンタイン
- デオダート
- ニーナ・シモン
- ハービー・マン
- パティ・オースティン
- ヒューバート・ロウズ
- フレディ・ハバード
- ポール・デスモンド
- ボブ・ジェームス
- ミルト・ジャクソン
- ラロ・シフリン
- レイ・バレット
- ロン・カーター